# 김학성 (컬링 선수)
김학성(1968년 2월 28일~)은 대한민국의 휠체어 컬링 선수이다.